# Зуївка (Курська область)
Зуївка (рос. Зуевка) — село в Солнцевському районі Курської області Російської Федерації.
Населення становить 1148 осіб. Входить до складу муніципального утворення Зуївська сільрада.

## Історія
Населений пункт розташований на території українського етнічного та культурного краю Східна Слобожанщина.
Від 2004 року входить до складу муніципального утворення Зуївська сільрада.

## Населення
| 2002 | 2010  |
| ---- | ----- |
| 1115 | ↗1148 |